# Козлов, Леонард Александрович
Леонард Александрович Козлов (род. 1928, Липецк) — советский учёный-экономист в области теории и методологии планирования народного хозяйства, размещения производительных сил и повышения эффективности общественного производства. Доктор экономических наук (1970), профессор (1971).

## Биография
В 1953 году окончил Московский государственный экономический институт.
С 1953 по 1962 год — аспирант, ассистент, старший преподаватель Московского государственного экономического института (с 1961 года Московского института народного хозяйства им. Г. В. Плеханова).
С 1962 по 1975 год — старший научный сотрудник, заведующий сектором, заведующий отделом Института экономики и организации промышленного производства СО РАН СССР, (Новосибирск).
С 1975 по 1986 год — заместитель директора, директор Центрального научно-исследовательского экономического института при Госплане РСФСР (Москва).
С 1986 по 1992 год — председатель Совета по изучению производительных сил при Госплане СССР (Москва).

## Научная деятельность
Наиболее крупное и научное достижение Л. А. Козлова — разработка и обоснование генеральных схем развития и размещения производительных сил СССР на долгосрочную перспективу. Под его руководством Совет организовал и обосновал перспективы развития отраслей и регионов страны на ближайшие 20 лет. Сегодня они уже становятся целевыми ориентирами на перспективу. Организация таких работ, где объединялись сотни научно-исследовательских и проектных организаций, безусловно требовали выдающихся научных и организационных способностей, которыми обладал Козлов Л. А.
Имеет более 200 научных работ по проблемам региональной экономики.

## Награды
- Медаль «За доблестный труд в ознаменование 100-летия со дня рождения В. И. Ленина» (1970);
- Почётная грамота Президиума Верховного совета РСФСР (1983);
- Медаль «Ветеран труда» (1987).